# Oprør for dig
|  | Denne artikel er oprettet af botten Steenthbot ud fra en ekstern database. Den kan derfor have sproglige fejl eller mangler. Denne skabelon kan fjernes efter kontrol af indholdet. |

Oprør for dig er en dansk dokumentarfilm fra 2021 instrueret af Laurits Helligsøe.

## Handling
Siden Hayley flyttede fra England til Viborg er hendes bekymring for klimaet vokset. Hun frygter for sin 6-årige søn Elliots fremtid og er derfor sprunget ud som aktivist. Klimabevægelsen Extinction Rebellion, som blev startet i London i 2018, har inspireret til oprør over hele verden – og i Viborg har Hayley været med til at starte en lille lokalgruppe. De har sat sig for at blokere en svært trafikeret vej iført bi-kostumer for at gøre opmærksom på biodiversitetskrisen og de ekstreme vejrforhold, der truer fremtidige generationer. Men det kan være grænseoverskridende at være aktivist, når man kun er få mennesker, og Hayley begynder at tvivle på, om det overhovedet er muligt at udøve civil ulydighed i stille og rolige Danmark?

## Medvirkende
- Hayley Newman
- Eliot Newman
- Nanna Lindbæk Qvesel
- Kim Hedestrand
- Anne Smith
- Christophe Peladan